# Monòlit de Mart

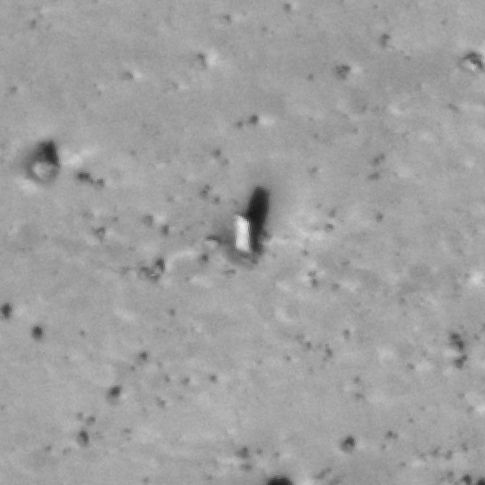
Vista des del HiRISE PSP_009342_1725 (-7.2S, 267.4 E)

El monòlit de Mart és un objecte rectangular (que possiblement siga una roca) descobert en la superfície de Mart. S'hi troba prop d'un penya-segat, del que probablement es va desprendre. Descobert per la càmera HiRISE que va a bord de l'orbitador Mars Reconnaissance Orbiter i va prendre fotos des de la seva òrbita, a uns 300 km de distància. S'estima que mesura aproximadament uns 5 metres d'ample.